# 子弹时间
子弹时间（英語：bullet time）是电影、电视广告或电脑游戏中，用电子计算机辅助的摄影技术模拟变速特效，例如强化的慢镜头、时间静止等效果。它的特点是不但在时间上极端变化（观众可以看到一些在平常不能见到的景象，如子弹緩慢飞过头顶，因此得名），而且在空间上极端变化：在慢镜头的同时拍摄角度（观众视角）也围绕场景旋转。
有些这种效果是传统摄影技术达不到的，例如在極短時間內攝影機的空間變化中，其不能以如此高的速度运动。也就是说只有虚拟的摄影机（通常用计算机模拟），在一个计算机生成的环境，例如虚拟现实或者电脑游戏中才可能“拍摄”出子弹时间的效果。在技术上历史上这种技术发展出不同的应用，例如时间分割（time slicing）、视角变换（view morphing）、超慢镜头（slow motion）、暂时死亡（temps mort）和虚拟摄影术（virtual cinematography）等。

## 制作技术

电影《黑客帝国》中的经典子弹时间场景

子弹时间最初是用一系列围绕物体的静止照相机（而非摄影机）实现的。这些照相机阵列通常被同时或者顺序触发快门。把每个照相机拍摄的每一帧照片组合起来就可以构成对静止物体的视角旋转效果，或者超级慢镜头效果。理论上虚拟摄影机可以达到无限的视角和帧刷新率，但用静止相机实现起来却通常受到拍摄路径的限制。
最近的应用包括：
- 全息捕捉术（universal capture）：用多个高分辨率照相机捕捉，应用立体摄影测绘照片处理技术，同时提取物体的形状和材质信息。常用于电脑游戏的开发。
- 体育实况转播中用照相机阵列重放或者表现实况运动轨迹。
- 其他技术例如QTVR（QuickTime VR）和Motion VR（运动虚拟现实）

在电影《黑客帝国》中，照相机的路径是基于预先用计算机设计的可视化模型。照相机摆在绿色或者蓝色的屏幕后，用激光瞄准系统按预先设计的轨道排放，在空间构成一个复杂的曲线。然后照相机的快门以非常接近的间隔被按下，这样动作可以在视角移动的情况下以极慢的速度继续展开。然后每一帧图像被扫描到计算机里进行处理。使用特别设计的软件，可以用加入额外的帧的办法更加降低动作速度并且改善动作的流畅性。也可以用删除帧的办法提高运动速度。这种方法比纯粹的摄影术提供了更大的灵活性。同样的效果可以用于生成纯粹的電腦生成圖像，运动捕捉术和全息捕捉术。

## 历史

### 电影

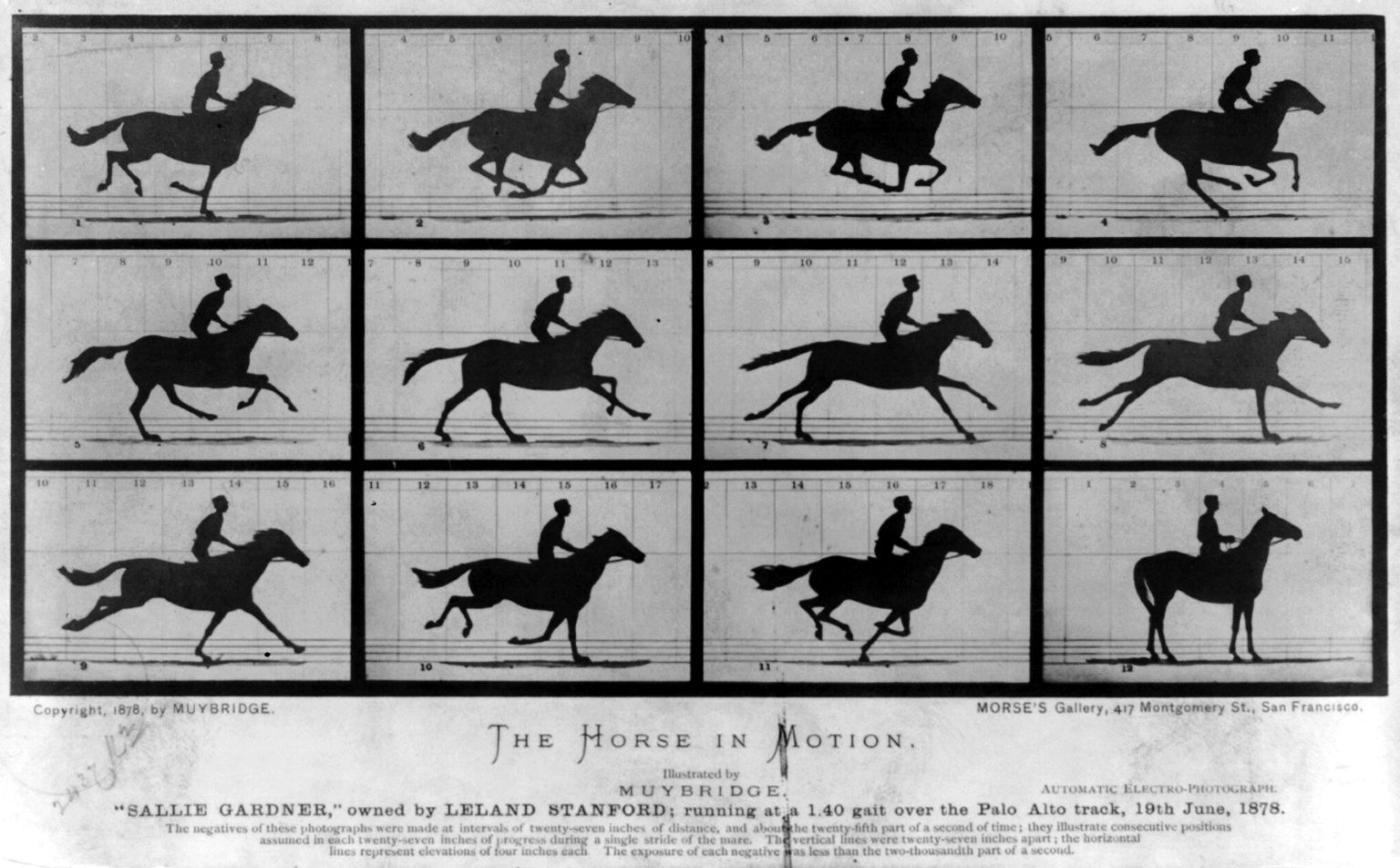
迈布里奇的馬

上方照片的序列动画

早期子弹时间效果的出现甚至早于电影院的出现。埃德沃德·迈布里奇曾使用放在赛道上的照相机给奔驰的马拍照。每个相机都由一根横过赛道绷紧的绳子控制。当马跑过的时候照相机快门被触发。最初的目的是为了解决一场由加利福尼亚州长提起的争论：是否动物的四条腿可以同时离地。后来他把这些照片合成一套原始的动画，方法是把这些照片放到一个在光源前面旋转的玻璃盘上。他的动物西洋镜可能为托马斯·爱迪生提供了研究并发明电影的灵感。(Hendricks 1961)
迈布里奇也从各个角度对动作同时进行拍摄，这样做一些例如人体如何登台阶的研究。在黑客帝国以及其他电影中使用的效果，基本上也是使用同样的方法拍摄的。当然，因为迈布里奇的研究没有达到后来发展的深度，所达到的审美效果与黑客帝国并不相同。在子弹时间方面有所成就的可能还有麻省理工的埃哲顿教授Doc Edgerton，他在二十世纪40年代使用高速闪光摄影术捕捉到子弹运动的照片。
吴宇森因为常常在电影中使用慢镜头效果而知名，例如他拍摄电影《英雄本色》和《辣手神探》。这些电影影响了其他媒体例如電腦遊戲《江湖本色》和黑客帝国系列.
在出现可以把这种效果应用到现实拍摄的技术出现之前，很长一段时间子弹时间是一种在动画片中常见的概念。最早期的例子之一是1960年代末日本系列动画《马赫GoGoGo》的片头动画中最后几秒的效果：在主人公三船刚从马赫号赛车上跳下来时，他在半空中定住，然后摄像机视角沿弧线从正面推进到侧面。
第一个使用子弹时间的音乐录像是比约克的《Army of Me》，1996年由米歇·龔德里导演。在达里奥·阿金图于1996年拍摄的恐怖片《司汤达综合征》中，使用電腦成像以及一颗子弹表现了子弹时间的效果。在1998年BBC纪录片系列短片《人体漫游》中Tim Macmillan使用了时间分割表现子弹时间的效果。1994年，Dayton Taylor发明了一种以胶片为基础的系统叫做TimeTrack，应用在很多电视节目上。这种效果也在1998年在电影《刀锋战士》和后面的续集《刀锋战士II》上也有使用。
子弹时间变得众人皆知是由1999年的电影《黑客帝国》开始的。约翰·盖特和他的小组扩展了这种效果，采用数字化技术包括修改帧的序列和用CGI加工图像等。这部电影从头到尾贯穿了BUF公司领先的视角变换技术，米歇·龔德里的音乐录像，以及其他的产品，比如The GAP（服饰品牌）。
在2003年，在《黑客帝国2：重装上阵》和《黑客帝国3：革命》中子弹时间得到了进一步的发展。在电影中使用了高分辨率计算机生成手段，例如虚拟摄影术和全息捕捉术。在黑客帝国三部曲中的虚拟环境是基于最尖端的计算机图像渲染技术，这种技术首先在1997年Paul Debevec的电影The Campanile Movie中使用，并且由Debevec的早期合作者George Borshukov进行改进。
子弹时间“Bullet Time”是黑客帝国的发行商华纳兄弟的注册商标。在此前曾经是電腦遊戲《英雄本色》的开发商在3D领域的一个注册商标。

### 电脑遊戏
在遊戏中运用子弹时间技术相对简单，也是在《黑客帝国》之后开始广泛使用的。该特效一般用于动作性较强的游戏，如一人称射击，动作类角色扮演，竞赛类。遊戏允许玩家临时将时间减慢，让玩家看到子弹，躲避敌人攻击，同时还可以在观察和瞄准时保持常速。游戏例如《英雄本色》《古墓丽影：周年纪念》《半条命：The Specialists》在表现翻筋斗，跳水或者翻滚的过场动画时候会使用子弹时间的效果。
第一个使用子弹时间的遊戏可能是1980年Epyx的角色扮演遊戏Rescue at Rigel，这种效果用于主角的生化移植系统“A.M.B.L.E.”。
而第一个使用现代子弹时间效果的是1999年的《Requiem: Avenging Angel》，表现在阴暗的未来世界中天使与恶魔战斗的情景。《Conker's Bad Fur Day》实际上使用了与《英雄本色 (遊戲)》相同早期的子弹时间效果。此外值得注意的是《Max Payne 2》（2003）。黑客帝国系列电子游戏，包括《Enter the Matrix》（2003）、《The Matrix Online》（2005）和《Path of Neo》（2005），也应用了这种效果。子弹时间效果常常没有清楚写在设置中，但也被遊戏支持，比如西部主题的第三人称射击游戏《GUN》，它的子弹时间效果称为“quick draw”。
子弹时间在下面这些遊戏中也有应用：
- 基于雷神之锤III引擎的遊戏
- 马克思·佩恩系列
- 潛龍諜影系列
- 俠盜獵車手
- 波斯王子系列
- 古墓奇兵：不死傳奇
- 2、3
- 決勝時刻系列
- 荒野大镖客系列
- 空戰奇兵 突擊地平線
- 看門狗
- 刺客教條系列
- 魔兵驚天錄系列
- 生化危機3 重製版

## 流行文化
黑客帝国的流行使得子弹时间被广泛使用，特别常以戏仿的方式出现。
- 《斯巴达三百勇士》中有多个场景使用了子弹时间，例如最开始列奧尼達一世把波斯使者踢下竖井的镜头。
- 《异形大战铁血战士》异形幼虫从蛋中跳出注入受害人之前的一刹那。
- 《哈利·波特与阿兹卡班的囚徒》哈利波特挤进骑士双层大巴中的效果，但幽默的是巴士中的司机却以正常速度运动。
- 日本《超级变变变》大赛：《黑客乒乓球》，黑衣人搬动演员和道具，模拟子弹时间的效果。
- 《史瑞克》在打斗场景中，菲奥娜在空中飞踢时暂停在空中造成子弹时间的效果，她却在空中静止时梳了一下头发。
- 《蜘蛛人》彼得在第一次用蜘蛛人的超级感觉躲开后面偷袭的一拳的时候，之後躲避敵人攻擊時的鏡頭，以子彈時間表現蜘蛛人的超級感覺。
- 《超人再起》在一段房顶上的场景中，为了表现超人的速度，其他的景物都是以子弹时间的效果表现，超人他自己却比常速还要快。同一个场景中当子弹朝超人眼睛发射，摄像机围绕子弹旋转。最后，子弹打中了超人的眼睛並粉碎。
- 《校园迷糊大王》动画第一季第三话《瞄准目标的飞箭传书！》中播磨躲三支箭的镜头。
- 《全金属狂潮》第二季第五话《钢铁的夏日幻影》中管家鹫尾躲相良宗介的榴弹，也是恶搞了子弹时间。
- 《至NET奇兵》的第51集、第70集、第84集中治狼跟敵人戰鬥時出現了子彈時間。
- 《加速世界》中的加速指令（超頻連線、物理加速和物理完全加速）正是子彈時間的例子。
- 《刀劍神域》在所有的決鬥場面，均會出現子彈時間。
- 遊戲《俠盜獵車手V》的主角之一，麥可·迪聖塔的特殊技能可讓他於槍戰中進入子彈時間，而富蘭克林·柯林頓的子彈時間是開車時更好操控
- 《魔法科高中的劣等生》九校戰裡，達也與其團隊在秘碑解碼和將輝的團隊決鬥時，兩組的對戰多次使用子彈時間
- 《火影忍者疾風傳》湊與帶土（鳴人與帶土 劇場版9）戰鬥時，使用忍術「飛雷神二段」，丟出苦無與用螺旋丸攻擊的鏡頭。鳴人和陪因戰鬥時，丟出「螺旋手裡劍」攻擊均是使用子彈時間。而寫輪眼也是用於看穿高速攻擊，即是子彈時間的運用。
- 《BLEACH》一護與烏爾奇奧拉戰鬥時，多次使用子彈時間